# Palczyn
Palczyn – wieś w Polsce położona w województwie kujawsko-pomorskim, w powiecie inowrocławskim, w gminie Złotniki Kujawskie.
W latach 1975–1998 miejscowość administracyjnie należała do województwa bydgoskiego.
W latach 1954–1959 wieś była siedzibą gromady Palczyn, po jej likwidacji w gromadzie Lisewo Kościelne.

## Zabytki
Według rejestru zabytków NID na listę zabytków wpisany jest zespół dworski, nr rej.: A/340/1-3 z 28.10.1992:
- dwór, poł. XIX w., l. 20 XX w.
- park, XIX w.
- spichrz, 2 poł. XIX w.